# آن پلیشوتا
آن پیلچوتا (انگلیسی: Anne Plichota؛ زادهٔ ۷ مهٔ ۱۹۶۸) پدیدآور، و نویسنده اهل فرانسه است.